# Tôm hùm Hảo Vọng
Tôm hùm Hảo Vọng (danh pháp khoa học: Homarinus capensis) là một loài tôm hùm nhỏ sống ven bờ biển của Nam Phi, từ đảo Dassen tới Haga Haga. Trước đây người ta xếp chúng vào chi Homarus, nhưng từ năm 1995 chúng được xếp vào một chi riêng là Homarinus. Những họ hàng gần nhất của chúng là Thymops và Thymopides. Tôm hùm Hảo Vọng rất hiếm và khó bắt, kể từ năm 1792 (khi bắt đầu mô tả chúng) cho đến năm 1992 chỉ mới đánh bắt được 14 con, trong đó có một con cái. Sau khi phát hiện ra ba cá thể còn sống năm 1997, là những mẫu còn sống duy nhất trên thế giới, hiện nay Khu bể nuôi Đông London hy vọng sẽ nhân giống được loài này.